# Cornélio Lupo
Cornélio Lupo (em latim: Cornelius Lupus; m. 47) foi um senador romano da gente Cornélia nomeado cônsul sufecto em 42 com Aulo Cecina Largo. Antes disto já havia sido procônsul de Creta e Cirenaica durante o reinado de Tibério. Seu prenome é desconhecido.
Apesar de ser um amigo do imperador Cláudio, Lupo foi uma das vítimas do notório delator Públio Suílio Rufo em 47, cuja acusação levou à sua execução.